# Erdolchen
Das Erdolchen ist eine Tötungsmethode und kann durch Stichwaffen wie Messer oder Dolch erfolgen. Bei längeren Stichwaffen wie Säbel und Schwert spricht man von Erstechen.
Es handelt sich um eine Hinrichtungs- und Mordmethode sowie die historisch häufigste Methode der Kriegsführung. Beide stellten zudem die zweithäufigste Todesursache in Kriegen vor der Erfindung der Schusswaffen dar. Die häufigste Todesursache war die Wundinfektion nach versuchtem Erdolchen und Erstechen.

## Medizinische Grundlagen
Primäres Ziel ist es, das Herz zu treffen, was in kürzester Zeit zum Tode durch Herzbeuteltamponade führt. Auch Stichverletzungen in die Lunge und andere lebenswichtige Organe des Bauchraums sind oft tödlich. Wenn dabei große Arterien oder Venen verletzt werden, sind meist starke innere Blutungen Grund für den Eintritt des Todes. Wird der Thorax geöffnet, kommt es zudem nach Entfernen des Werkzeugs zu einem Druckausgleich mit der Außenluft, woraufhin die Lungenflügel zusammenfallen. In allen diesen Fällen spricht man von Erdolchen oder Erstechen. Schnittverletzungen im Muskelbereich sind meist nicht sofort tödlich. Der Kämpfende kann sich weiter verteidigen oder fliehen. Ohne effektive Wundversorgung kommt es jedoch zu Infektionen, an denen er nachträglich versterben kann. Man spricht dann nicht von Erdolchen oder Erstechen.

## Mordmethode
Immer wieder gab es in der Geschichte Erdolchungen und Erstechungen im Rahmen von Mordkomplotten an prominenten Persönlichkeiten, z. B. Königen, die zum Teil im Schlaf getötet wurden. Das Opfer kann durch einen direkten Herzstich ruhig gehalten werden, da der Blutdruckabfall innerhalb von wenigen Sekunden zur Bewusstlosigkeit führt und das Opfer somit nicht mehr richtig erwachen kann. Beim Erdolchen oder Erstechen von wachen Personen wehren diese sich im Allgemeinen. Diese Gegenwehr des Opfers kann an Verletzungen an Händen und Körperteilen erkannt werden, die das Opfer kurz vor seinem Tod dem Messer oder Säbel entgegenhält. Der Nachweis solcher Verletzungen kann oft einen Suizid ausschließen. Häufig sind insbesondere Abwehrverletzungen Erstochener an der rechten Hand und dem Unterarm, wenn das Opfer rechtshändig ist.

## Hinrichtungsmethode
Im Mittelalter war sowohl das Erdolchen als auch das Erstechen eine Form der Hinrichtung. In der römischen Antike wurden Hinrichtungen ohne Entehrung der Person häufig durch Erstechen vorgenommen, wobei sich der Delinquent mit aufrechtem Oberkörper hinkniete und eine andere Person ihm ein Schwert senkrecht in die Schulter, hinter das Schlüsselbein bis hinunter ins Herz stach. Hierbei werden Lunge, Herz und angrenzende Arterien in der Tiefe des Körpers durchschnitten, das Blut ergießt sich jedoch in den Bauchraum und wird nicht sichtbar. Die Wunde an der Schulter schließt sich nach Entfernen des Schwertes. Am Schlüsselbein sind später oft charakteristische Schnittspuren sichtbar, die darauf hinweisen, dass das Opfer keine Gegenwehr geleistet hat. Die Methode wurde vor allem bei römischen Staatsbürgern angewendet, sowohl im Militär als auch im häuslichen Bereich der Oberschicht.
Noch bei Kriegen im 20. Jahrhundert wurde diese Hinrichtungsmethode angewendet, um aus Kostengründen Erschießungen zu vermeiden und damit Patronen einzusparen. So wurden beim Massaker von Nanking mehrere 10.000 Gefangene nicht erschossen, sondern mit dem Bajonett erdolcht.

## Häufig rezipierte Getötete

### Erdolchung
- Agamemnon soll gemäß der griechischen Mythologie von seiner Frau Klytaimnestra und ihrem Geliebten Aigisthos im Bad erdolcht worden sein.
- Gaius Julius Caesar wurde an den Iden des März während einer Senatssitzung von Brutus und mehreren Senatoren mit 23 Dolchstichen getötet.
- Am 10. September 1898 wurde die österreichische Kaiserin Elisabeth, auch Sissi genannt, in Genf von dem italienischen Anarchisten Luigi Lucheni mit einer geschliffenen Feile erdolcht.

### Erstechung

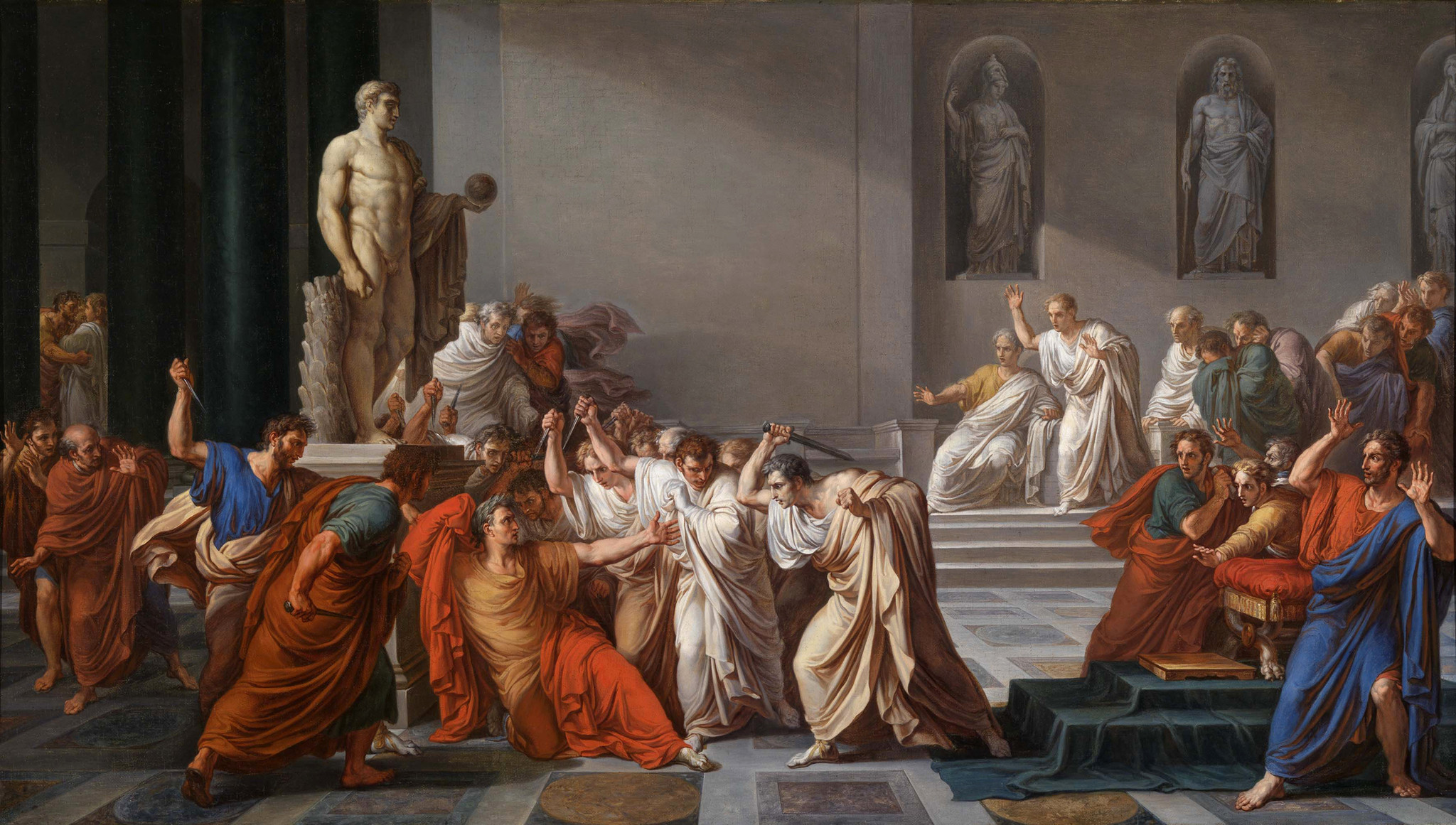
Durch die Erdolchung von Gaius Iulius Caesar inspiriertes Gemälde von Vincenzo Camuccini (1798, Galleria Nazionale d’Arte Moderna, Rom)

- Wallenstein wurde am 25. Februar 1634 in Eger (Böhmen) mit einer Partisane erstochen.